# وركيان (حومة دامغان)
ورکیان (بالفارسية: ورکیان) هي مستوطنة تقع في إيران في منطقة مركزية ريفية. يقدر عدد سكانها بـ 135 نسمة بحسب إحصاء 2016.